# 勝坂式

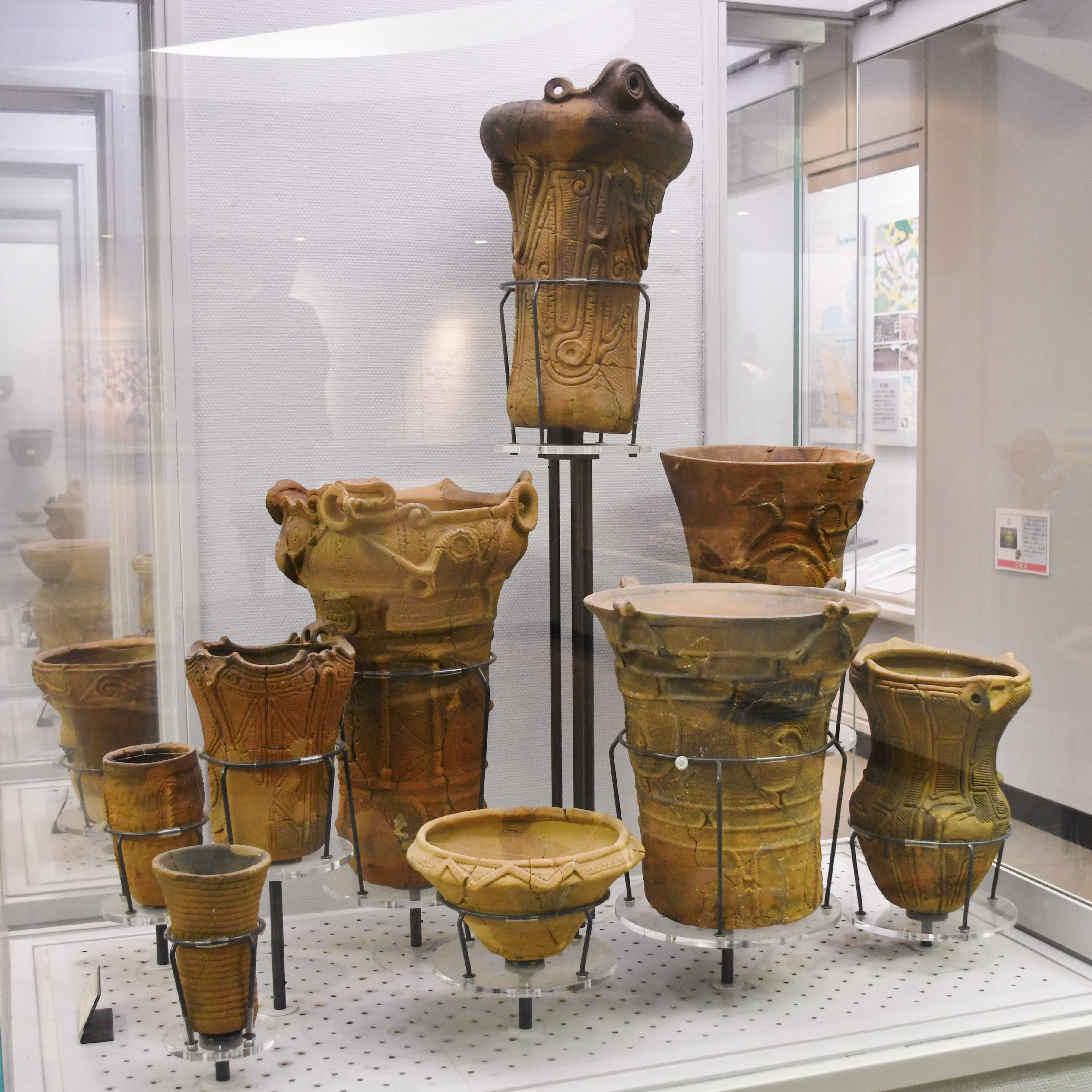
勝坂式土器（相模原市立博物館展示）

勝坂式（かつさかしき）または勝坂式土器（-どき）とは、関東地方及び中部地方の縄文時代中期前半の土器型式名ないし様式名である。
勝坂式は、隆帯で楕円形を繰り返す文様など通時的な変化を追えるものもあるが、器全体を豪壮、雄大な造形で表現することに特色があり、動物、人物などの顔面把手、蛇を模した把手などがつけられる土器は特徴的である。また、水煙式と呼ばれる中部山岳地方の土器は、勝坂式の終末に出現する。

## 研究史概要
勝坂式土器は、器壁が厚いことから鳥居龍蔵によって縄文時代後期の堀之内式などに代表される薄手式に対して厚手式と呼ばれる土器群の代表的なものであった。1926年に大山柏率いる大山史前学研究所が現在の神奈川県相模原市南区磯部の勝坂遺跡の発掘調査によって検出された土器群について、山内清男が1928年に著した『下総上本郷貝塚』で、諸磯式と加曾利E式の間に位置づけ、『縄文土器の細別と大別』（1937年）で中期初頭の五領ヶ台式と中期後半の加曾利Ｅ式の間に「勝坂式」として位置付けた。
一方、長野県八ヶ岳山麓で、井戸尻遺跡をはじめとする縄文時代中期の集落の発掘調査を行い、住居跡の良好な一括資料と住居跡の切り合い関係から、藤森栄一らは、貉沢（むじなざわ）式、新道（あらみち）式、藤内式I、II式、井戸尻I、II、III式の編年を1965年に『井戸尻』にて提唱した。藤森による編年は、型式的な内容を把握した完成度の高いものであったことから、1969年に安孫子昭二によって著された多摩ニュータウンNo.49遺跡の報告書で使われるなど次第に普及していった。1980年代に関東地方の発掘調査事例の増加に伴い、藤内式を勝坂2式、井戸尻式を勝坂3式と対応させる編年が提案されたり、細分化されたりなど修正を加えられつつも現在まで編年の基本的な図式として継承され続けている。つまり、勝坂式は事実上古い順から、藤森編年における標式遺跡の名称である貉沢、新道、藤内、井戸尻を冠して呼称され、それぞれ勝坂1式古相、同新相、勝坂2式、勝坂3式に対応される。

## 製作技法、施文具、胎土の特徴
器壁は1cm前後に達し、同時期の阿玉台式の胎土に金雲母が目立つのに対し、砂粒、長石粒を含むが、雲母が含まれる場合もあるが、全体としてありふれた印象である。勝坂式の特徴として大きな把手ないし突起状の装飾をつけることがあり、粘土を積み上げたり乾燥させたりの繰り返しで製作したのではと推定されている。隆帯は、貼り付けるものと浮きだたせる技法の両方が用いられている。隆帯に囲まれた楕円形が並んだ文様帯を、楕円の部分が交互になるように施文して隆帯の周囲を半裁した竹と思われる植物でキャタビラ状に施文したり、尖った施文具で連続的に刺突したり、沈線を引くなどさまざまな技法が用いられている。施文法は、時期によって変化がある。縄文は後半の藤内式期から縦方向になるように意識した斜行縄文を施すものがみられるようになり、井戸尻式期になると胴部中央部に縦方向に施すようになる。いずれも原体は単節である。

## 編年
貉沢式期の最古相段階は、口縁部に縦の「コ」の字もしくは同がまえ状の文様がみられる。やがて口縁部の文様帯に粘土紐をはりつけて四分割し、胴部に隆帯に囲まれた三角形の繰り返しやつぶれて細長くなった楕円形の繰り返しの文様帯を施す。隆帯の上にも刻み目をつける。角ばった棒状工具によって隆帯の周囲にキャタビラ状に沈線を施す。楕円形文様の内部には刺突を繰り返して結果として鋸歯状に見える結節沈線を二段にわたって施したり、縦方向の平行沈線を施す。また縦方向に楕円形の繰り返しの文様帯を施し、この場合の楕円の内部には横方向に平行沈線が施される。この種類の土器は次の新道期まで続く。また渦巻き状の隆帯も施される。
新道式期になると楕円形や三角形を隆帯によって区画する文様帯が器面全体に施され、隆帯の内側や外側を全周するように竹管のような弧状の文様が付けられる施文具で爪型のキャタビラ文が施される。またペン先状のヘラ状工具によって楕円形の内部に刺突を繰り返して結果として鋸歯状に見える三角押文の沈線を施す。また勝坂期の象徴ともいえる円形の突起が口縁部につけられるようになる。阿玉台式の特徴でもある指頭圧痕を引き延ばしたような文様の上に渦巻き状の隆帯を組み合わせたタイプのものもあらわれる。
藤内式期になると口縁部の無文帯を除いて器面全体を縦に台形、長方形、楕円形、三角形など幾何学的に隆帯で区分し、平行な沈線で充填するパネル文と呼ばれる土器が盛行する。
胴部から外側へ広がるように屈曲して口縁部に至る部分に脇にキャタビラ文を伴う隆帯で三角形を繰り返す文様帯をもつものが多く、「重三角区画文」と呼称される。口縁部付近に縄文を施したり無文であっても胴部全体にキャタビラ文を伴う渦巻き、渦巻きになりきれない大きなカーブやＪ字状の隆帯をもつものも出現する。キャタビラ文を区分するような沈線が施されたり、口縁部にシャンプーハットと呼ばれるような輪の形をした把手をつけるもの、蛇のような把手をつけるものが目立つようになる。藤内式の終末期には口縁部に盛大に把手をつけたり、顔面把手をもつ出産文があらわれる。
井戸尻式期には、胴部が底部付近になると屈曲して稜をつくるものがあらわれ、新しくなるにつれてその屈曲が上にいくようになり、底部全体が「く」の字を向かい合わせた形、ないしそろばんの玉のような形になる。胴部が膨らむタイプが増加し、しばしば顔面把手をつける。そのなかで代表的なのは出産を表現するものである。胴部を全体にくびれさせ口縁部を外反させるか、丸くカーブさせて内湾させるもの（しばしば研究者によって実測用具の名前から「キャリパー」型と呼ばれる。）が多かったがバケツ状と呼ばれる底部まで直線的かややふくらむ器形のものがあらわれる。人体、イノシシ、へびなどを様式的に表現し、隆帯が幅広くなったり、口縁部には蛇か円環状の把手をつけるものが目立ち、把手などがおおげさに表現される。また底部「く」字の下半を無文とし、胴部に縄文を縦に施し、口縁部を丸くカーブさせて内湾させる一群もある。井戸尻式の終末期には、水煙文土器があらわれる。
関東地方では、井戸尻式（勝坂3）末葉には、東北地方の大木式の影響を受けた加曾利E式が成立し、同じ住居跡から勝坂式終末期の土器と一緒に出土することがある。中部山岳地域には次の曽利式にも水煙文土器が継承される。